# Operação Barclay
Operação Barclay foi um plano de contrainformação Aliado em apoio à invasão da Sicília em 1943, durante a Segunda Guerra Mundial.
A operação tinha o propósito de enganar os comandos do Eixo quanto à localização da esperada invasão aliada no Mediterrâneo, desviando assim a atenção e recursos do alvo original, a Sicília. O plano indicou especificamente uma invasão através dos Bálcãs através do uso de falsas movimentações de tropas, tráfego de rádio, recrutamento de intérpretes gregos, aquisição de mapas da Grécia e a plantação de documentos falsos durante a Operação Carne Moída.
Os Aliados criaram um exército de mentira, o "Twelfth Army" ao leste do Mediterrâneo, que consistia de 12 divisões fictícias. Hitler suspeitava que a invasão da Europa ocorreria através dos Balcãs, e a Operação Barclay serviu para reforçar tal opinião.
O plano foi bem sucedido: o Oberkommando der Wehrmacht presumiu uma concentração muito maior de tropas aliadas no Mediterrâneo e permaneceu com esta convicção, o que foi de grande ajuda ao disfarce. As forças alemãs nos Bálcãs foram reforçadas de oito para dezoito divisões, e frotas italianas desviadas para o Mar Adriático, longe da Sicília. A Operação Husky conseguiu alcançar então o desejado elemento surpresa.